# A Última Ceia (Tintoretto)
A Última Ceia é uma pintura do artista renascentista italiano Jacopo Tintoretto. Uma pintura a óleo sobre tela executada em 1592-1594, está alojada na Basílica de San Giorgio Maggiore em Veneza, Itália.